# Achoerik
Achoerik (Armeens: Ախուրիկ) is een plaats in Armenië. Deze plaats ligt in de marzer (provincie) Sjirak. Deze plaats ligt 134 kilometer (hemelsbreed) van Jerevan (de hoofdstad van Armenië) af. 
Achoerik ligt dicht bij de grens tussen Armenië en Turkije, maar de grens werd in 1993 door Turkije gesloten.